# Pteropelor noronhai
Pteropelor noronhai — вид скорпеноподібних риб родини скорпенових (Scorpaenidae).

## Поширення
Вид зустрічається на заході Тихого океану біля берегів Південного Китаю.

## Спосіб життя
Це морський, тропічний, демерсальний вид, що мешкає на коралових рифах. Активний хижак, що живиться дрібною рибою та ракоподібними.